# 日比谷図書文化館

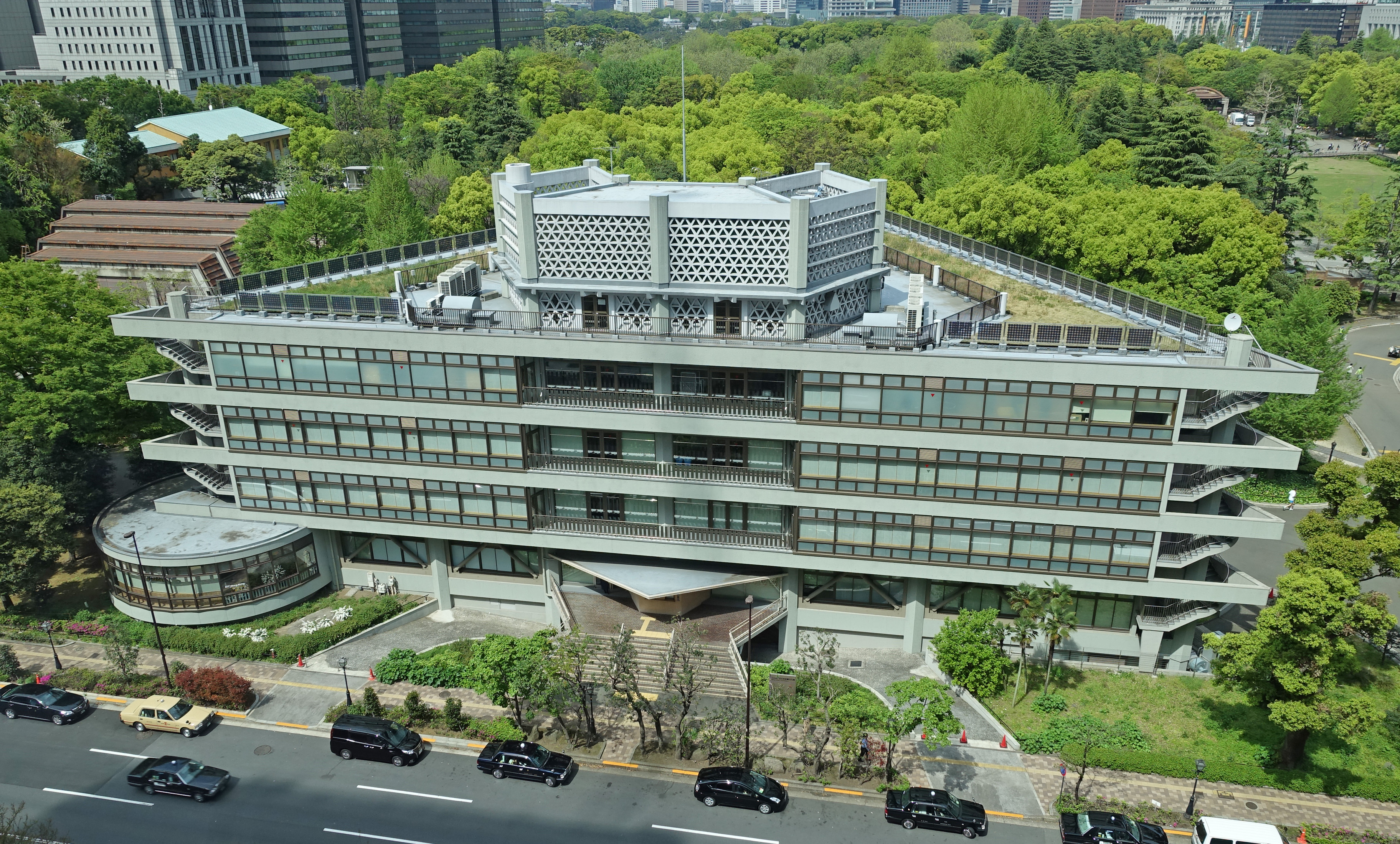
建物外観（2016年）

千代田区立日比谷図書文化館（ちよだくりつ ひびやとしょぶんかかん）は、東京都千代田区日比谷公園内にある公共図書館。2009年7月1日付けで東京都から千代田区へ移管され、2011年11月4日に開館した。
かつては東京市立日比谷図書館、後には東京都立日比谷図書館として、東京市・東京都の図書館活動の中心を担っていた。

## 概要
- 開館時間
  - 平日：10時 - 22時
  - 土曜日：10時 - 19時
  - 日曜日・祝日：10時 - 17時
- 閉館日 - 主に第3月曜日

### 館内施設
- 4階[4]
  - スタジオプラス（小ホール）
  - セミナールーム AB（会議室）
  - 特別研究室
  - 特別研究席
  - 授乳室
- 2 - 3階
  - 図書フロア
- 1階
  - 受付、コンシェルジュ
  - 常設展示室
  - 特別展示室
  - カフェ、ショップ
- 地下1階
  - 日比谷コンベンションホール（大ホール）
  - レストラン

## 沿革

### 開館と被災

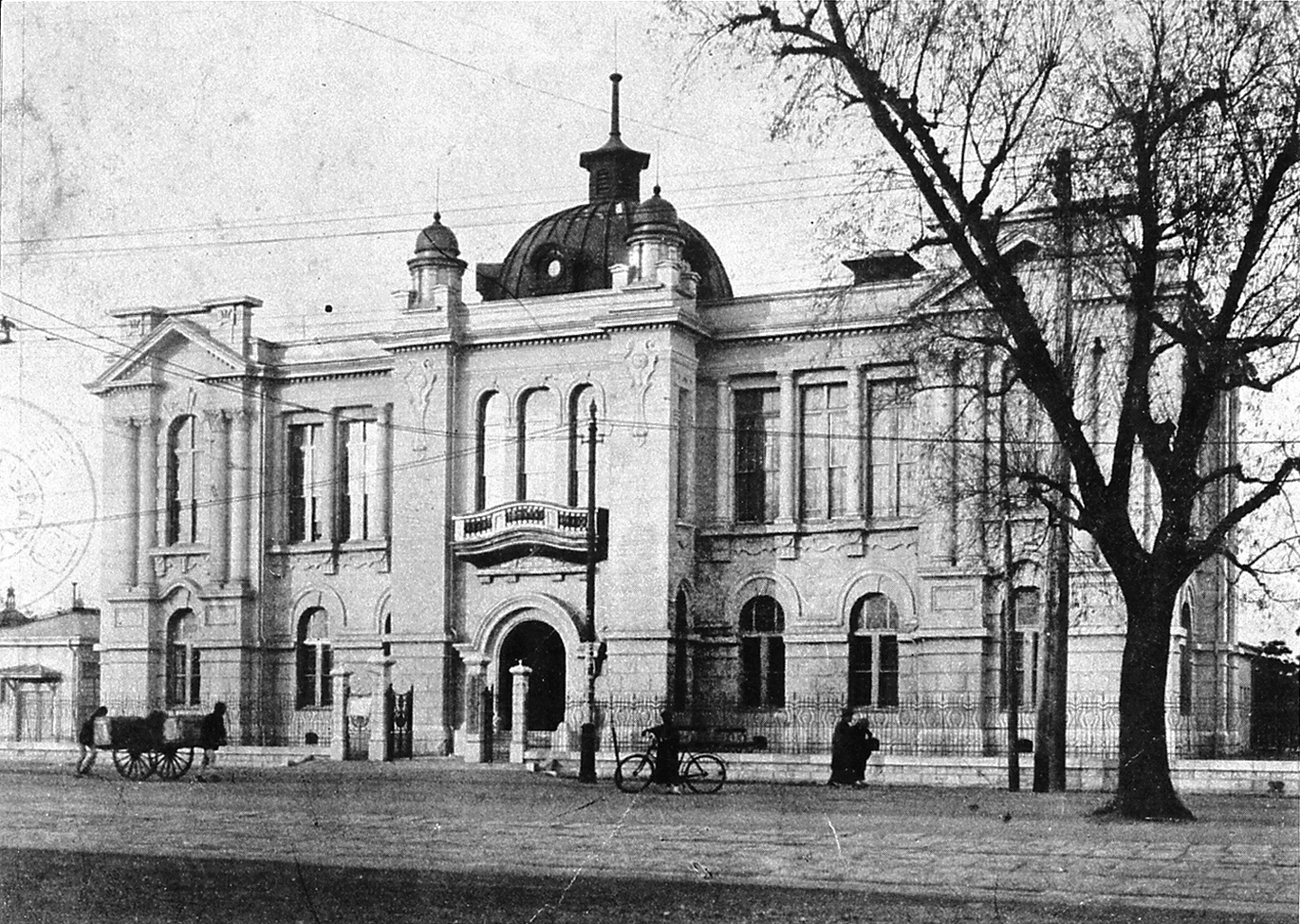
初代日比谷図書館。1908年。三橋四郎設計。

1908年（明治41年）11月、東京市立日比谷図書館として開館。当時の建物は三橋四郎設計のアールヌーボー様式で、鹿島組が施工、2万5000冊の貸出本を所蔵していた。閲覧は有料であった。以後、東京市立図書館の中心館としての機能を果たす。
1923年（大正12年）9月1日の関東大震災では閲覧室等が破損したものの倒壊を免れ、11月1日から平常通り開館した。1927年（昭和2年）には蔵書が10万冊に達している。
この当時の図書館は木造部分があり、関東大震災でも一部が破損したままであったために1934年（昭和9年）に建て直しが決まった。しかし、日中戦争の開始により、50トン以上の鉄筋を用いる施設の建設が原則禁止されたこともあり、図書館再建のための起債も物資利用も政府によって禁じられたため、改築は困難となった。そして、危険な施設を放置できないとする理由で1938年（昭和13年）2月17日に3月末での閉館が発表されたが、市民からの抗議が相次ぎ、これに驚いた東京市は政府などと協議して応急修復工事だけは認められた。改修工事は1938年（昭和13年）10月に始められ、翌1939年（昭和14年）3月に完了している。
1943年（昭和18年）東京都制施行により、東京都立日比谷図書館となる。1945年（昭和20年）5月25日の空襲で全焼した。当時の館長であった中田邦造は、蔵書の疎開と民間資料の買い上げを進めていたため、蔵書のうち約40万点は難を免れることができたが、209,040冊（東京都調査）の蔵書が焼失した。

### 新館の完成
戦後の日比谷図書館は、1949年（昭和24年）11月に京橋仮館舎にて閲覧を再開した。1951年（昭和26年）3月に館長に就任した土岐善麿は新館の建設を進め、図書館は改築工事のために1955年（昭和30年）2月に港区麻布（現在の有栖川宮記念公園）にあった養正館に一時移転した。
現在の施設は、1957年（昭和32年）10月3日に落成式が行われ、翌4日から一般の利用が開始された。設計は東京都建築局（高橋武士）によるもので、特徴的な三角形の平面は土岐善麿の発案とされる。当初は予算上の制約から3階建てであったが、1961年（昭和36年）4月に4階部分の増築が完成した。
1978年1月には、統計資料を集計する利用者のために電卓専用席を開設。後に全国の図書館で設けられるパソコン利用可能席の先駆けとなった。
2006年（平成18年）には、DOCOMOMO JAPAN選定 日本におけるモダン・ムーブメントの建築に選ばれている。
2009年（平成21年）4月の休館前時点では、利用者は地下1階から3階まで利用することができ、主な施設は地下1階に食堂、喫煙コーナー、1階に閲覧室、CDコーナー、2階に図書室、3階に閲覧室、新聞室、雑誌室等があった。

### 千代田区への移管
2005年10月、東京都教育委員会は、都立図書館は「専門職員によるレファレンスサービスや区市町村立図書館に対する協力貸出などを行い、個人貸出は行わないことを基本とする」との考え方から、個人貸出が中心の都立日比谷図書館を地元区に移管することとし、千代田区と協議を進める方針を公表した。
2008年度（平成20年度）を目処に千代田区に移管される予定となっていたが、千代田区立九段中等教育学校の土地・建物の移管をめぐって東京都と千代田区の折り合いがつかず、日比谷図書館に関する協議も停滞した。
2008年（平成20年）10月14日、東京都教育委員会と千代田区教育委員会が都立日比谷図書館の千代田区移管に関し基本的な方向性について合意したと、東京都教育庁が発表した。この合意には、移管時期を2009年（平成21年）7月1日とすること等が含まれていた。また、今後のスケジュールについて、都立日比谷図書館は2009年（平成21年）3月末まで開館し4月から休館すること、千代田区は改修工事を行い2010年度（平成22年度）中に開館する予定であることも明らかにされた。しかし、アスベスト除去工事等のために予定が遅れて、開館は2011年（平成23年）11月4日となった。
新名称は「日比谷図書文化館」で、その管理運営については、小学館集英社プロダクションを代表者とする日比谷ルネッサンスグループが千代田区の指定管理者（平成23年9月1日から平成29年3月31日まで）となっていた。図書館運営については、グループのうちの図書館流通センター (TRC) が担当する。その後、平成29年4月1日から令和4年3月31日までについて千代田ルネッサンスグループ（構成は、日比谷ルネッサンスグループにサントリーパブリシティサービス株式会社が加わる）が指定されている。従来の図書館機能に博物館・学習・交流の機能を統合した取り組みが評価され、Library of the Year 2013 の優秀賞を受賞している。